# Instituut Sint-Leonardus

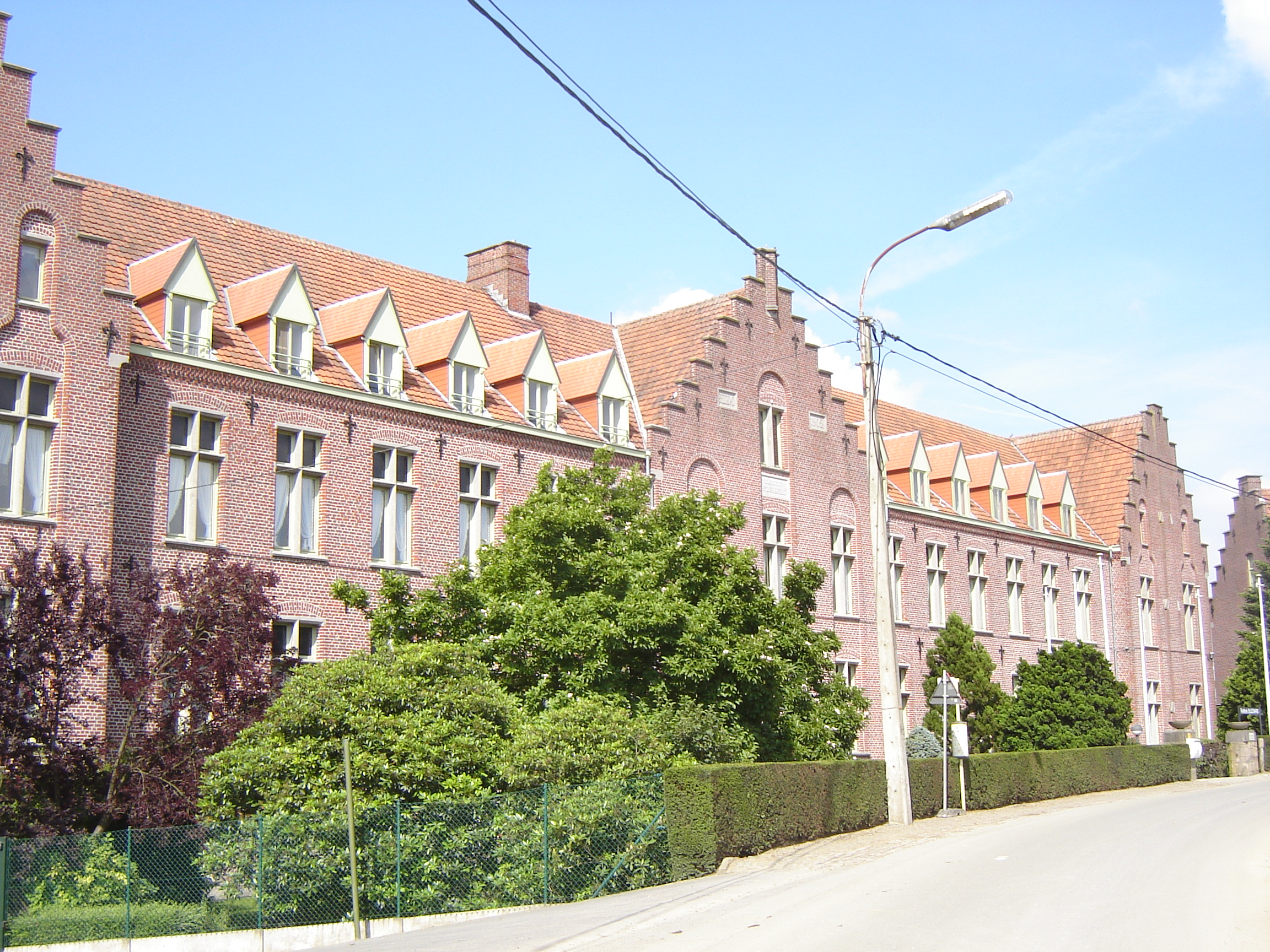
Instituut Sint-Leonardus

Het Instituut Sint-Leonardus is een voormalig sanatorium in de tot de Oost-Vlaamse gemeente Maarkedal behorende plaats Louise-Marie, gelegen aan de Louise-Mariestraat 19.
Het sanatorium, beheerd door de Zusters van Barmhartigheid uit Ronse, was bedoeld voor rust behoevende dames. Het langgerekte gebouw, ontworpen door Hendrik Geirnaert, werd gebouwd van 1900-1902. Later werd het een woonzorgcentrum en in 2021 werd het te koop gezet.
Het symmetrische bakstenen gebouw, in traditionalistische stijl, is voorzien van trapgevels. Er is een neogotische kapel en in de tuin bevindt zich een Lourdesgrot.